# 馬喬里蒂山
13°47′40″S 70°37′14″W / 13.79444°S 70.62056°W
馬喬里蒂山（Macho Ritti），是秘魯的山峰，位於該國南部普諾大區的卡拉瓦亞省，處於阿南塔山以北，屬於安第斯山脈的一部分，海拔高度5,200米。